# Sky (film)
Pour les articles homonymes, voir Sky.
Pour plus de détails, voir Fiche technique et Distribution.
Sky est un film dramatique franco-allemand coécrit et réalisé par Fabienne Berthaud, sorti en 2015.
Il est sélectionné dans la catégorie « Platform » en septembre 2015 au Festival international du film de Toronto.

## Synopsis
Un couple de Français, Romy et Richard, sont en vacances dans la région du Nevada aux États-Unis. Les relations entre eux sont assez tendues du fait, en particulier, que leurs tentatives d'avoir un enfant se sont toutes soldées par des fausses couches. Au cours d'une dispute, Romy assomme Richard avec une lampe de chevet et s'enfuit, le laissant pour mort. Après deux jours d'errance, elle se rend dans un poste de police déclarer qu'elle a tué son mari. S'étant renseigné, l'inspecteur lui apprend alors que celui-ci est hospitalisé mais seulement légèrement blessé. Romy se rend à l'hôpital et annonce à Richard qu'elle ne rentrera pas en France avec lui. 
Arrivée par hasard, en auto-stop, à Las Vegas, hébergée et conseillée par Charlène, rencontrée dans la rue, elle tente de gagner sa vie en se faisant photographier avec des touristes, déguisée en Bunny. C'est ainsi qu'elle fait la connaissance de Diego avec qui elle passe la nuit. Quand elle veut le revoir, il refuse mais lui laisse son adresse. 
Romy se rend chez Diego qui habite une maison isolée dans une région désertique. Elle découvre que Diego est Ranger. Elle s'installe chez lui et se fait embaucher comme serveuse dans le village voisin. Diego, ancien combattant intoxiqué par l'uranium des munitions et dont la maladie s'aggrave, refuse une relation durable entre eux. Elle est alors hébergée chez la mère amérindienne de sa collègue et découvre qu'elle est enceinte. Quand elle va l'annoncer à Diego, ce dernier lui demande d'avorter. Elle refuse et, quelque temps après, elle apprend que Diego est mourant. Elle assiste à ses derniers instants. Restée sur place, elle aura un fils qu'elle prénommera Diego.

## Fiche technique
- Titre original : Sky
- Réalisation : Fabienne Berthaud
- Scénario : Pascal Arnold et Fabienne Berthaud
- Direction artistique : Christian Kastner
- Photographie : Nathalie Durand
- Son : Vincent Hazard, Andreas Hildebrandt, Matthias Lempert et Jean-Yves Munch
- Montage : Pierre Haberer
- Musique : François-Eudes Chanfrault
- Production : Gabrielle Dumon et Bertrand Faivre
- Sociétés de production : Le Bureau ; Pandora Filmproduktion et Vamonos Films (coproductions)
- Sociétés de distribution : Haut et Court (France) et Alamode Film (Allemagne)
- Pays d'origine :  France /  Allemagne
- Langue originale : anglais, français
- Format : couleur
- Genre : drame
- Durée : 102 minutes
- Dates de sortie :
  - Canada : 16 septembre 2015 (Festival international du film de Toronto)
  - France : 15 décembre 2015 (Festival de cinéma européen des Arcs) ; 6 avril 2016 (nationale)
  - Allemagne : 9 juin 2016 (nationale)

## Distribution
- Diane Kruger : Romy Kellinger
- Norman Reedus : Diego
- Gilles Lellouche : Richard Moreau
- Lena Dunham : Billie
- Q'Orianka Kilcher : Missy
- Lou Diamond Phillips : Duane
- Joshua Jackson : le détective Ruther
- Laurene Landon : Charlene

## Accueil

### Sortie internationale
Sky est sélectionné dans la catégorie « Platform » et projeté le 16 septembre 2015 au Festival international du film de Toronto, ainsi que le 15 décembre 2015 au Festival de cinéma européen des Arcs) avant sa sortie nationale 6 avril 2016 en France. L'Allemagne le voit à l'écran dès le 9 juin 2016.

## Distinctions

### Nominations et sélections
- Festival international du film de Toronto 2015 : sélection « Platform »
- Festival de cinéma européen des Arcs 2015 : sélection « Playtime »[1]

### Internet
- Dossier de presse : Sky